# Through the Fire and Flames
Sangen "Through the Fire and Flames" er en single udgivet af power metal-bandet DragonForce. Sangen er blevet anerkendt som den mest succesfulde sang bandet har lavet og det er også det første nummer på deres tredje album, Inhuman Rampage, som blev udgivet i 2006. Sangen er kendetegnet ved de hurtige tvillinge-guitarsoloer af Herman Li og Sam Totman. 
"Through the Fire and Flames" kom i 2007 med i computerspillet Guitar Hero III: Legends Of Rock og sangen er anerkendt som den sværeste sang i et Guitar Hero-spil indtil videre.[kilde mangler]
| Musik | Spire Denne musikartikel er en spire som bør udbygges. Du er velkommen til at hjælpe Wikipedia ved at udvide den. |